# کرستته
کرستته (به مجاری:  Keresztéte) یک منطقهٔ مسکونی در مجارستان است که در بورشود-آبااوی-زمپلن واقع شده‌است.